# Železniční policie

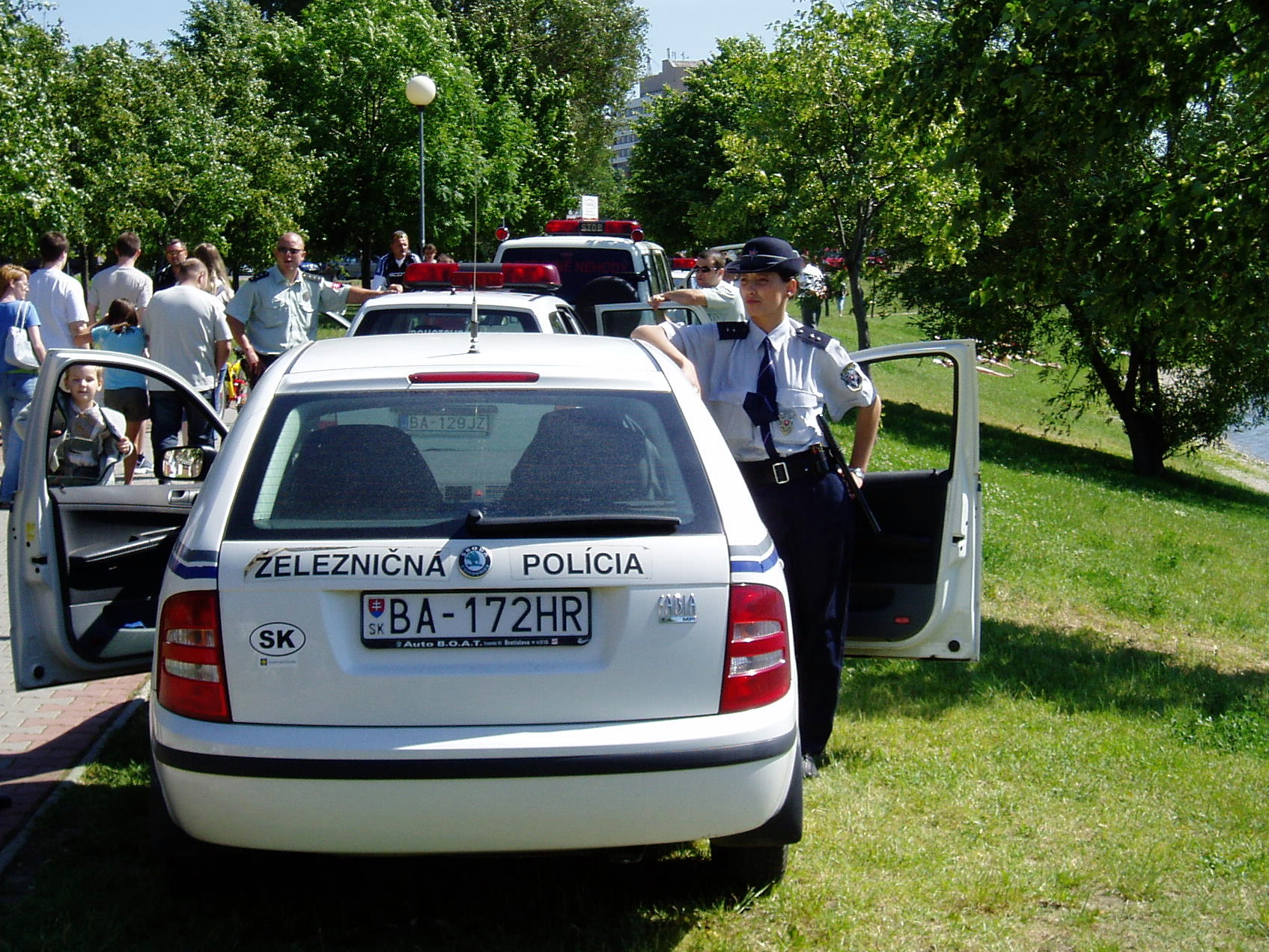
Příslušnice Železniční policie SR se služebním vozidlem

Železniční policie je jedna ze složek policie. Jejím posláním je ostraha železničních pozemků, drážních vozidel, drážního personálu a cestujících. Jednotlivé kompetence se liší stát od státu. V některých státech například železniční policie hlídá i ostatní dopravní infrastrukturu.

## Železniční policie v různých zemích

### Česko
První ochranná složka na železnici na českém území byly sbory OSOŽ – Ozbrojené stráže ochrany železnic. Ty vznikly v roce 1935 kvůli vzrůstajícímu společenskému napětí a obavám z ohrožení československého státu (pravomoci byly následně vymezeny zákonem 86/1937 Sb.). Úkolem OSOŽ bylo „ochrana bezpečnosti provozu železnice bez přímého zásahu do výkonu služby provozních zaměstnanců, dále udržování pořádku v obvodu dráhy a ochrana majetku“, nepřebírala však pravomoci policie a četnictva.
Během druhé světové války přešla pravomoc ostrahy železnice do rukou německé okupační správy. Po skončení války byla prvorepubliková ostraha železnice obnovena pod ministerstvem dopravy, souběžně také (spíše nesystematicky) prováděl ostrahu na železnici Sbor národní bezpečnosti (SNB). Pátrací služba železniční ostrahy byla zrušena při policejní reorganizaci v roce 1952. V roce 1953 začaly fungovat útvary Veřejné bezpečnosti na železnici (VBŽ). Rozkazem ministerstva vnitra však byla VBŽ v roce 1963 zrušena a rozmělněna do teritoriální hierarchie Veřejné bezpečnosti. Od roku 1964 byly zřizovány pod ministerstvem dopravy útvary Ozbrojené ochrany železnic (OOŽ), v roce 1974 byly reorganizovány na Sbor ozbrojené ochrany železnic (SOOŽ). SOOŽ existoval do roku 1992, kdy byla zřízena Federální železniční policie (FŽP), která fungovala necelý rok do rozpadu ČSFR. Od roku 1994 působila Železniční policie ČR jako Služba železniční policie. V roce 2006 byla organizačně sloučena s pořádkovou policií a od ledna 2009 jí byla podřízena.
Česká železniční policie byla zrušena k 1. červenci 2012, i přes obavy, že tím dojde k zvýšení kriminality na železnici.
Mezi úkoly Oddělení železniční policie a doprovodu vlaků Policie ČR patřilo zejména: zajišťování veřejného pořádku na železnici, ochrana bezpečnosti osob a majetku v železniční dopravě, odhalování trestných činů a přestupků spáchaných v železniční dopravě, provádění doprovodu vlaků osobní i nákladní přepravy a pátrání po osobách a věcech.

### Slovensko
Železniční policie SR byla ozbrojený bezpečnostní sbor SR, který v rozsahu stanoveném zákonem zabezpečoval ochranu železniční dopravy, veřejný pořádek, bezpečnost osob a majetku v obvodu železničních drah na celém území republiky. Činnost Železniční policie upravoval Zákon č. 57/1998 Sb. o železniční policii, ve znění pozdějších předpisů. Zákonem 547/2010, o začlenení Železničnej polície do Policajného zboru a o zmene a doplnení niektorých zákonov, samostatná existence skončila.

#### Bývalé úkoly Železniční policie
Železniční policie při zajišťování ochrany železniční dopravy, veřejného pořádku, bezpečnosti osob a majetku spolupůsobí v obvodu železničních drah při ochraně života, zdraví a bezpečnosti osob a majetku, odhaluje trestné činy spáchané v obvodu železničních drah, zjišťuje jejich pachatele a v řízení o těchto trestných činech má postavení policejního orgánu, chrání bezpečnost a plynulost železniční dopravy, objekty a zařízení v obvodu železničních drah, podílí se na zjišťování a objasňování příčin ohrožení bezpečnosti a plynulosti železniční dopravy a spolupůsobí při výkonu státního dozoru na železničních dráhách, zajišťuje v obvodu železničních drah veřejný pořádek, a pokud byl porušen, činí opatření k jeho obnovení, dohlíží v obvodu železničních drah na bezpečnost silničního provozu, odhaluje přestupky spáchané v obvodu železničních drah, zjišťuje jejich pachatele, pátrá po hledaných osobách a po věcech, zejména po ztracených a odcizených zásilkách, po zbraních, střelivu, výbušninách a drogách. Železniční policie plní úkoly na úseku prevence v rozsahu uvedené působnosti.